# Interstate A-3
Die Interstate A-3 ist ein Interstate Highway in Alaska.

## Verlauf
Der A-3 Interstate Highway ist 238,38 Kilometer (148,12 Meilen) lang. Südlich beginnt er in Soldotna und er verläuft nach Anchorage.

### Teilabschnitte
Wichtige Teilhighways sind der Seward Highway und der Sterling Highway.

## Geschichte
Der Highway wurde 1976 eröffnet.